# Nancy Filteauová
Nancy Filteauová (roz. Jewittová) (* 3. dubna 1962 Swift Current) je bývalá kanadská zápasnice – judistka.

## Sportovní kariéra
Pochází z obce Webb vzdálené 30 km od města Swift Current. S judem začínala v 5 letech v Swift Current. Vrcholově (výkonnostně) se připravovala v Saskatoonu jako studentka univerzity Saskatchewan. V kanadské ženské reprezentaci se pohybovala od roku 1981 v polotěžké váze do 72 kg. Aktivní sportovní kariéru ukončila s ukončením univerzitních studií. Vdala se a věnovala se trenérské práci v Swift Currentu. K vrcholovému sportu se vrátila v roce 1994 v těžké váze nad 72 kg. V roce 1996 se kvalifikovala na olympijské hry v Atlantě, kde prohrála ve druhém kole s Kubánkou Estelou Rodríguezovou na ippon technikou harai-goši. Vzápětí ukončila sportovní kariéru. Věnuje se trenérské a funkcionářské práci v Saskatchewanu.

## Výsledky
| Turnaj                  | 1982           | 1983           | 1984           | 1985           | 1986           | 1987           | 1988           | 1989 | 1990 | 1991 | 1992 | 1993 | 1994       | 1995       | 1996       |
| Turnaj                  | 20             | 21             | 22             | 23             | 24             | 25             | 26             | 27   | 28   | 29   | 30   | 31   | 32         | 33         | 34         |
| Turnaj                  | Jewittová      | Jewittová      | Jewittová      | Jewittová      | Jewittová      | Jewittová      | Jewittová      |      |      |      |      |      | Filteauová | Filteauová | Filteauová |
| Turnaj                  | polotěžká váha | polotěžká váha | polotěžká váha | polotěžká váha | polotěžká váha | polotěžká váha | polotěžká váha |      |      |      |      |      | těžká váha | těžká váha | těžká váha |
| ----------------------- | -------------- | -------------- | -------------- | -------------- | -------------- | -------------- | -------------- | ---- | ---- | ---- | ---- | ---- | ---------- | ---------- | ---------- |
| Olympijské hry          |                |                |                |                |                |                | —              |      |      |      | —    |      |            |            | úč.        |
| Mistrovství světa       | úč.            |                | úč.            |                | —              | —              |                | —    |      | —    |      | —    |            | úč.        |            |
| Panamerické hry         |                | 2.             |                |                |                | —              |                |      |      | —    |      |      |            | 3.         |            |
| Panamerické mistrovství | 2.             |                | 1.             | 3.             | —              |                | —              |      | —    |      | —    |      | ?          |            | —          |